# Franz Nekes

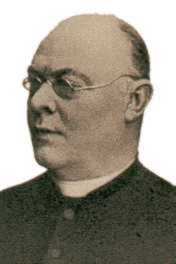
Franz Nekes

Franz Nekes (* 13. Februar 1844 in Essen; † 6. Mai 1914 in Aachen) war römisch-katholischer Priester, Komponist und Dirigent. Er gilt als ein Reformer der Kirchenmusik.

## Leben
Franz Nekes wurde als viertes von neun Kindern des Töpfermeisters Leonhard Franz Nekes und seiner Ehefrau Wilhelmina, geb. Kip, in Huttrop bei Essen geboren. Am 16. Februar 1844 wurde er im Essener Münster getauft. Er wuchs in seinem Geburtsort auf und besuchte dort die Volksschule. Ab 1858 war er Schüler des Königlichen Gymnasiums am Burgplatz in Essen, an dem er am 16. August 1864 das Abitur ablegte.
Es wird berichtet, dass Nekes sich schon in frühester Jugend musikalisch betätigte. Der Sohn des Töpfermeisters fand beim Anschlagen der fertigen Töpfe heraus, dass alle Töpfe verschieden klangen. So setzte er viele solcher tonverschiedenen Töpfe zu einer Tonleiter zusammen und musizierte mit einem Stöckchen, das an einem Ende mit Wollfäden umwickelt war. Auf diese Weise bildete der kleine Junge Melodien und Akkorde, spielte ein- bis zweistimmige Tonfolgen. Auch als sein Vater ihm preisgünstig ein einfaches Klavier kaufte, musizierte der Junge weiter mit Freude auf seinen Töpfen: es waren für ihn die mildwarmen Naturtöne. Nekes wuchs ohne eigentlichen Musikunterricht auf, auch während seiner Gymnasialzeit in Essen.
Von 1864 bis 1865 studierte Nekes Katholische Theologie an der Universität Münster; anschließend setzte er bis 1867 dieses Studium an der Universität Bonn fort. Von 1867 bis 1868 war er Alumne des Priesterseminars in Köln. Am 24. August 1868 empfing er durch seinen Diözesanbischof, den Erzbischof und späteren Kardinal Paulus Melchers im Kölner Dom das Sakrament der Priesterweihe.
Am 7. September 1868 trat er seine erste Pfarrstelle als Domvikar am Kölner Dom an. 1870 wurde er Religionslehrer an der katholischen Bürgerschule in Mönchengladbach. Am 10. Mai 1871 kam er als Vikar an die St. Christophorus-Kirche in Gerderath bei Erkelenz, die damals noch wie alle Pfarrgemeinden im Dekanat Erkelenz zum Erzbistum Köln gehörte (ab 1930 zum wiederbegründeten Bistum Aachen). Bereits im Juni 1871 gründete Vikar Nekes den ersten Kirchenchor in Gerderath, den er selbst leitete und aus- und fortbildete. Er gründete dort auch einen Knabenchor, den er stimmlich und musikalisch gewissenhaft ausbildete. Zudem gab er einzelnen Kindern gesonderten Musikunterricht. Nach dem Tod des damaligen Gerderather Pfarrers Karl Josef Pauen wurde Nekes am 1. Oktober 1875 an St. Christophorus zum Pfarrverweser bestellt.
Am 9. Oktober 1887 erhielt Nekes die Berufung zum Inspektor und zum Dozenten für Harmonielehre und Kontrapunkt an dem im Jahre 1881 durch den Stiftskapellmeister Heinrich Böckeler gegründeten Kirchenmusikschule Gregoriushaus zu Aachen, der ersten westdeutschen Organistenschule mit Internat. Am 21. Januar 1891 wurde Nekes zum Stiftsvikar ernannt und übernahm gleichzeitig die Nachfolge von Heinrich Böckeler als Stiftskapellmeister am Aachener Münster. Damit oblag ihm die Leitung der Cappella Carolina, des Aachener Münster- bzw. Domchores. 1900 wurde er zum Vizepräses des Kölner Diözesan-Cäcilienvereins ernannt. Am 30. Juni 1911 erfolgte seine Berufung und am 9. September 1911 seine Einführung als Kanonikus am Liebfrauenmünster zu Aachen. Sein Nachfolger als Stiftsvikar wurde 1912 der Pfarrer Johannes Mölders, der ab dem 1. Januar 1913 auch als sein Stellvertreter fungierte.
Nachdem Nekes am 13. Februar 1914 noch seinen 70. Geburtstag begangen hatte, erlitt er im April 1914 einen Schlaganfall, an dessen Folgen er am 6. Mai 1914 starb.

## Leistungen
Franz Nekes erwarb sich wesentliche Verdienste auf dem Gebiet der Komposition. Seine Tondichtung lehnte sich stark an die Formsprache Giovanni Pietro Aloisio Sante da Palestrinas an. Noch heute gehören seine Stücke zum Repertoire vieler Kirchenchöre. Als Mitarbeiter des Begründers des Gregoriushauses Heinrich Böckeler hatte Franz Nekes besonderen Anteil an der Ausbildung von Organisten, von denen einzelne nach Irland und Amerika entsandt wurden, sowie an dessen Bemühen um die Wiedereinsetzung des gregorianischen Chorals in seine liturgischen Rechte. Sein kompositorisches Schaffen wirkte infolge der starken Intensivierung der Chorarbeit und cäcilianischen Bewegung in der katholischen Kirche seit 1880 für die Entwicklung der Kirchenmusik förderlich.

## Würdigungen und Ehrungen
Unter seinen Zeitgenossen galt Nekes in seinem priesterlichen Wirken und künstlerischen Schaffen als fromm, hilfsbereit, bescheiden und nie um äußerliche Ehren bemüht. Dennoch wurde er im Januar 1905 von Papst Pius X. in Anerkennung seiner Leistungen zum Päpstlichen Ehrenkämmerer‘ mit dem Titel Monsignore ernannt. Am Tag des Aachener Karlsfestes 1914, dem 28. Januar, wurde er – kurz vor Vollendung seines 70. Lebensjahres und nur wenige Wochen vor seinem plötzlichen Tod – mit dem Titel Königlicher Professor der Musik ausgezeichnet.
Beim Requiem am 9. Mai 1914 im Hochchor des Aachener Münsters charakterisierte ihn der damalige Stiftspropst Dr. Kaufmann als einen Mann, für den „Singen und Beten eins war“. Zu seiner Beisetzung auf dem Aachener Ostfriedhof am Adalbertsteinweg geleitete den Sarg des Kirchenkomponisten die Musikkapelle des 25. Regiments, die Fahnen sämtlicher Aachener Kirchenchöre, die Lehrer und Schüler des Gregoriushauses, die Pfarr- und Stiftsgeistlichkeit und zahlreiche Bürger. Tausende Menschen standen am Wege des Trauerzuges.

## Werke
In seiner Zeit in Gerderath bei Erkelenz schuf Nekes seine Motette O Deus, ego amo te. Die erste Messe, die er in Gerderath komponierte und aufführte, war die Missa in honorem sancti Christophori opus 6 für Sopran, Alt, Tenor und Bass, die er zu Ehren des dortigen Pfarrpatrons schuf. In seiner ersten Schaffensperiode vertonte Nekes fast nur Texte zur Anbetung des Allerheiligsten Altarsakramentes und zur Verehrung der Gottesmutter. Als Stiftskapellmeister am Aachener Liebfrauenmünster schrieb er 1896 sein bedeutendstes Werk, die Messe O crux ave, die in wenigen Wochen eine schnelle und weite Verbreitung fand. 23 Jahre stand Nekes in engster Beziehung zum Aachener Münster und seinem Domchor, für den ein Teil seiner Kompositionen sogar eigens zugeschnitten ist.
Werkeverzeichnis
- Missa festiva
- Missa in honorem Sanctae Agnetis
- Missa in honorem Sancti Adalberti
- Missa in honorem Sancti Christophori
- Missa in honorem Sancti Foillani
- Missa Jubilaei Immaculatae Conceptionis B.M.V.
- Missa „O Crux ave“
- Alma Redemptoris Mater
- Ave Regina coelorum
- Laudate Dominum
- Crux ave
- Regina coeli
- Salve Regina
- Veritas mea
- O Mutter mit dem Himmelskinde
- Alleluja. Posuisti Domine
- Ascendit Deus
- Coeli enarrant
- Magnificat octavi toni
- Salutis humanae
- Alleluja (für drei Chöre)
- Missa in honorem Stae. Caeciliae
- Missa solemnis
- Deus, ego amo te
- Laßt uns erfreuen herzlich sehr
- Nisi Dominus
- Pascha nostrum
- Salve Regina
- Sanctus (für zwölfstimmigen Chor)
- Singet, ihr Christen, singt jubelnde Lieder (Hymnus zum 50-jährigen Priesterjubiläum Sr.Heiligkeit des Papstes Leo XIII., gedichtet von Theophil Ernst)
- Die Kirche Christi – Fest auf den Fels gebaut
- Ecce Deus
- Jubilemus Deo – 35 Original-Kompositionen für Männerchor von Komponisten der Erzdiözese Köln
- Jungfrau, Mutter Gottes mein, Einstimmige Melodie (Chorsatz von Theodor Bernhard Rehmann)
- Missa in honorem Sti. Adalberti  (Et incarnatus est u. Agnus Dei III)
- Quem vidistis
- Requiem
- Requiem aeternam / Pie Jesu
- Veritas mea
- Antonius-Lied (Wenn du suchest Wunderzeichen)

- Opus 1 Messe
- Opus 2 Te Deum
- Opus 3 Te Deum
- Opus 4 Regina coeli
- Opus 5 Ascendit Deus
- Opus 6 Missa in honorem Sti. Christophori
- Opus 7 Missa „Magnificat anima mea Dominum“ (ohne Credo)
- Opus 8 Dreizehn Kirchengesänge (7 Motetten für Kirchenfeste und Festzeiten, Adoramus te, 2 Ave Maria, Bone Jesu, Stabat Mater)
- Opus 9 Sechs liturgische Gesänge  (1. O bone Jesu, 2. Panis angelicus, 3. Vere languores, 4. Tantum  ergo, 5. Ave Maria, 6. Ave Regina coelorum)

## Gedenken
- Die Stadt Erkelenz widmete die Franz-Nekes-Straße seinem Andenken.
- In Aachen ist die Nekesstraße nach ihm benannt.
- In Essen ist der Nekesweg nach der Familie Nekes benannt.